# Svenskt Vatten
Svenskt Vatten är en branschorganisation bildad 1962 (då under namnet Svenska vatten- och avloppsverksföreningen, VAV) som företräder Sveriges kommunala VA-avdelningar och  vattentjänstföretag.
Organisationens vision är: "Friskt dricksvatten, rena sjöar och hav och tillgång till långsiktigt hållbara vattentjänster” och den verkar för att stärka vattentjänstverksamhetens position i samhället. Samtliga kommuner är medlemmar i Svenskt Vatten. 
Svenskt Vatten samlar in och bearbetar information, startar och genomför utredningar, stödjer forsknings- och utvecklingsarbeten samt arbetar fram råd och anvisningar. Alla resultat presenteras i publikationer samt vid kurser, seminarier och konferenser Den sprider kunskap och nyheter till medlemmar genom medlemsdagar, seminarier, nyhetsbrev och webbplats. 
En viktig del av Svenskt Vatten  arbete är opinionsbildning och påverkansarbete. Därför kommunicerar man med politiker, myndigheter och andra organisationer så att dessa tar hänsyn till vattentjänstföretagens roll när de tar beslut som påverkar branschen. Svenskt Vatten är aktivt nu i Eureau, som samlar och företräder medlemsländernas nationella branschorgan i EU:s lagstiftningsarbete, samt kommunicerar självständigt med EU-kommissionen och ledamöter i EU-parlamentet. 
Svenskt Vatten Utveckling, SVU, är kommunernas eget forskningsprogram där alla resultat presenteras i rapporter och vid seminarier. 
Den årliga Vattenstämman i maj brukar samla 600-700 deltagare och arrangemanget flyttas varje år till olika orter i Sverige.
Elisabeth Unell (M), oppositionsråd i Västerås, är Svenskt Vattens ordförande. Pär Dalheim är organisationens VD sedan 2018 och är sedan 2021 också ordförande i Eureaus verkställande kommitte'.